# 安娜·万哈塔洛
安娜·万哈塔洛（芬蘭語：Anna Vanhatalo，1984年2月29日—），芬兰女子冰球运动员。她曾代表芬兰参加2010年冬季奥林匹克运动会冰球比赛，获得一枚铜牌。她也获得过2011年世界女子冰球锦标赛季军。